# Château de Bonne
Le château de Bonne est un ancien château fort, probablement du XIIIe siècle, dont on peut encore apercevoir des ruines sur la commune de Bonne, aujourd'hui dans le département de la Haute-Savoie, en région Auvergne-Rhône-Alpes. Entre les XIIIe et XVIe siècles, il est le siège d'une châtellenie. 

## Localisation
Le château se situait en position à l'est d'une colline, sur la rive droite de la Menoge, dans la partie basse de la vallée de l'Arve. Cet emplacement, où est établi une villeneuve et construit l'église Saint-Nicolas, a pris depuis le nom de « Haute-Bonne », le distinguant de la partie basse de la paroisse, dont le bourg Basse Bonne était lui aussi fortifié.
Le château commande l'entrée nord du Faucigny par le comté de Genève et l'accès aux vallées Verte et du Giffre depuis Genève et également l'axe et surtout les ponts de Boringes et de Bonne, permettant de rejoindre le Bas-Chabelais depuis La Roche et Annecy.

## Historique
La petite colline, qui domine la Menoge, semble avoir été fortifiée vers le XIIIe siècle.
Plusieurs actes de la Grande dauphine, Béatrice, mentionne le château (1284, 1293, 1296). Celui de mai 1293 concerne la donation de ses châtellenies de Faucigny à son cousin, le comte Amédée V de Savoie, envers qui elle rend hommage le mois suivant. Lors du traité de paix entre le comte de Savoie et la Grande Dauphine Béatrice d'août 1308, les châteaux de Faucigny, de Bonne, de Monthoux, de Bonneville, du Châtelet-de-Credo, d'Alinge-le-Vieux et de Lullin, avec leurs mandements et juridictions . 
En 1355, le Faucigny devient définitivement l'une des possessions de la maison de Savoie.
Les Bernois, qui occupent le nord du duché de Savoie, prennent le château en août 1589.
Au XVIIe siècle, le château et les fortifications ayant perdu leur intérêt stratégique sont démantelés.

## Description
Le château est installé sur la partie « avant » de la colline qui forme une demi-lune où l'on a construit en haut de la pente des murailles élevées (entre 9 et 10 mètres).

## Châtellenie de Bonne

### Organisation
Le château de Bonne est le centre d'une châtellenie, dit aussi mandement, en Faucigny, (peut-être à la fin du siècle précédent). Le Faucigny serait organisé autour de neuf châtellenies à la fin du XIIe siècle dont Toisinges (Bonneville) occupait le 3e rang dans l'ordre de préséance, selon l'ancien inventaire des titres du Faucigny (1431), cité notamment par le chanoine Jean-Louis Grillet,.
Durant la période delphinale, le Faucigny serait organisé (à partir de 1342-1343) autour de quinze châtellenies, dont Bonne.
Au XIVe siècle, la châtellenie est constituée des villages de Bonne, Boëge, Burdignin, Cranves, Fillinges, Loëx, Lucinges, Saxel et Villard-sur-Boëge.
| Commune       | Nom                     | Type         |
| ------------- | ----------------------- | ------------ |
| Bonne         | Château de Bonne        | château      |
| Bonne         | Château de Loëx         | château      |
| Cranves-Sales | Châtelard               | châtelet     |
| Lucinges      | Châtillonnet            | châtelet     |
| Lucinges      | Maison forte de Lucinge | maison forte |

### Châtelains
Le châtelain est un « [officier], nommé pour une durée définie, révocable et amovible »,. Il est chargé de la gestion de la châtellenie, il perçoit les revenus fiscaux du domaine, et il s'occupe également de l'entretien du château. Le châtelain est parfois aidé par un receveur des comptes, qui rédige « au net [...] le rapport annuellement rendu par le châtelain ou son lieutenant ».
L'érudit local, Bernard Ducretet, dans une présentation lors du XXXIIe congrès des sociétés savantes de Savoie qui s'est déroulé à Moûtiers, en 1988, à propos de la châtellenie de Beaufort, précise les rôles de cette charge, à l'aune de la thèse de droit d'Étienne Dullin, Les châtelains dans les domaines de la Maison de Savoie en deçà des Alpes (1911), en indiquant que « tous, jusqu'à la seconde moitié du XVIe siècle, furent les intermédiaires obligés entre les Communiers de leur Châtellenie et la Curia du Prince, où ils étaient couramment présents soit pour rendre compte de leur gestion administrative, soit pour exposer les vœux et doléances de la population ».

### Fonds d'archives
- « SA - Comptes des châtellenies, des subsides, des revenus et des judicatures > Niveaux de description inférieurs > Bonne », sur le site des Archives départementales de la Savoie - enligne.savoie-archives.fr, p. 2
- Série : SA (XIIIe siècle-XVIe siècle). Fonds : Inventaire-Index des comptes de châtellenie et de subsides. Chambéry : Archives départementales de la Savoie (lire en ligne).p. 97-107, « Châtellenie de Bonne »